# Tunaträsket
Tunaträsket är en våtmark, tidigare sjö i Värmdö kommun i Uppland och ingår i Norrström-Tyresåns kustområde.